# Éditions de L'Œuf
 (mai 2009).
Si vous disposez d'ouvrages ou d'articles de référence ou si vous connaissez des sites web de qualité traitant du thème abordé ici, merci de compléter l'article en donnant les références utiles à sa vérifiabilité et en les liant à la section « Notes et références ».
Les éditions de L’Œuf sont une maison d'édition indépendante de bandes dessinées créée en 1997 et localisée à Rennes.

## Historique
L’Œuf comprend neuf personnes dont cinq auteurs de bande dessinée :
Aliceu, Fred Bé, Mandragore, Marcellin, Réjean Dumouchel, Hélène Coudray et J-R Mec'h Kader (responsable animation), Nicolas Foucher (communication) et Pauline Billy (assistante d'édition).
L’Œuf a tout d’abord une activité éditoriale.
L’association intervient dans la création des livres et assure leur fabrication (maquette, travail en partenariat avec reprographes, sérigraphes et imprimeurs, etc.).
Les ouvrages sont ensuite diffusés et distribués par Le Comptoir des Indépendants. Ils sont également disponibles sur les salons et festivals sur lesquels L’Œuf est présent, et depuis peu à la vente en ligne via le site de l’association.
La politique éditoriale de L’Œuf est basée sur un souci permanent de respect de son environnement naturel et humain. En effet, la plupart des papiers utilisés sont sélectionnés pour leurs qualités tant esthétiques qu’écologiques, tout comme les encres, qui sont à base d’eau. Par ailleurs, les auteurs participent étroitement à la fabrication de leurs œuvres et disposent d’un droit de regard sur les choix éditoriaux. La collaboration entre les auteurs et L’Œuf fait l’objet d’un contrat établi d’un commun accord par les deux parties. Les auteurs perçoivent des droits sur la vente de leurs ouvrages dès le premier exemplaire vendu.
Si les œuvres publiées (23 actuellement au catalogue) sont principalement issues des membres de l'association, elles s’élargissent aussi, de plus en plus, à d’autres dessinateurs (Sylvain-Moizie, Stygryt, Baltazar Montanaro…).
Dès l’automne 2000, L’Œuf ouvre son atelier collectif, qui accueille ponctuellement des auteurs extérieurs.
L’association, toujours dans cet esprit d’ouverture et cette soif de rencontres, a collaboré avec d’autres collectifs, comme Warum ou l’Institut Pacôme, lors d’expositions communes, de salons…
L’Œuf assure depuis sa création divers types d’animations à destination du public : ateliers d’initiation à la Bande Dessinée, performances graphiques, séances de caricature, expositions, résidences… L'association propose également des animations qui s’éloignent des arts purement graphiques avec leurs Contes Grafikofages, mélanges de dessin, de musique et de parole…

## Distributeurs
Les éditions de l'Œuf sont distribuées
- En France :

Le comptoir des indépendants
- Au Canada :

Filosofia distribution
- En Suisse :

Chemin des Chalets

### Bandes dessinées

#### 2009
- -Caporal & Commandant recueillis : J&E LeGlatin.
- -Hellenik Blues : Mandragore (scénario et Dessin)

#### 2008
- -Mœurs étranges de Perpendicule : Jampur Fraize et LL. De Mars; 2008.
- -Bréhat : Bé-Hélène Coudray-Mandragore-Marcellin-Ariane Pinel-Jonvon Nias; 2008.
- -Caresses Déraillées : Baltazar Montanaro; 2008.

#### 2007
- -Le Pommier Impromptu : Sylvain MoizieValencia Erotica; Stygryt-2007.
- -Je m'appelle Erik Satie comme tout le monde : Bé-Hélène Coudray-Mandragore-Marcellin-LL De Mars-Ivan Brunetti-S. Liénard-Boisjoli-B.Preteseille-Réjean Dumouchel; 2007.

#### 2006
- -Petite Flamme Menteuse : Mandragore 2006.

#### 2005
- -Machin et Machine ont rétréci : S. Moizie; 2005.
- -Quelquepattes : Aliceu; 2005.
- -Volume 1 : Bé ; 2005.
- -Tous les Matins : Aliceu; 2005.

#### 2004
- -L'arbre du Temps : Stygryt; 2004.

#### 2001
- -Notre-Dame de L'Oubli : Mandragore; 2001.
- -The Guitar : Bé-Aliceu; 2001.
- -Le Pélycanthrope : Marcellin; 2001.
- -Le Roman de Robert : Réjean Dumouchel; 2001.

#### 2000
- -Nazdravi : Mandragore; 2000.
- -Ubu Cocu :
- -CHI FOU MI :
- -Les pies bavardes :

### Textes illustrés
L'Arbre du temps
La Bestia
Le Pélycanthrope
Le Roman de Robert
ont rétréci
Valencia Erotica